# Байко, Карой
Карой Байко (венг. Károly Bajkó; 1 августа 1944, Бекеш (город), Венгрия — 9 июня 1997, Будапешт, Венгрия) — венгерский борец вольного и греко-римского стилей, двукратный бронзовый призёр Олимпийских игр, многократный призёр чемпионатов Европы, девятикратный чемпион Венгрии (вольная борьба 1964, 1965, 1968, 1969, 1971—1974, греко-римская борьба 1969).

## Биография
С 1958 года выступал за клуб Csepel SC. С 1963 года входил в состав сборной Венгрии по борьбе. В 1964 году стал в первый раз чемпионом Венгрии.
На Летних Олимпийских играх 1964 года в Токио боролся по вольной борьбе в полусреднем весе (до 78 килограммов). За чистое поражение начислялись 4 штрафных балла, за поражение по очкам 3 штрафных балла, за ничью 2 штрафных балла, за победу по очкам 1 штрафной балл. Набравший 6 штрафных баллов спортсмен выбывал из турнира. Титул оспаривали 22 борца.
Выиграв одну и проиграв в двух встречах, борец из турнира выбыл.
| Выступление на Олимпийских играх 1964 года | Выступление на Олимпийских играх 1964 года | Выступление на Олимпийских играх 1964 года | Выступление на Олимпийских играх 1964 года | Выступление на Олимпийских играх 1964 года | Выступление на Олимпийских играх 1964 года | Выступление на Олимпийских играх 1964 года |
| Круг                                       | Соперник                                   | Страна                                     | Результат                                  | Баллы                                      | Всего баллов                               | Время схватки                              |
| ------------------------------------------ | ------------------------------------------ | ------------------------------------------ | ------------------------------------------ | ------------------------------------------ | ------------------------------------------ | ------------------------------------------ |
| 1                                          | Мухаммад Азвал                             | Пакистан                                   | Победа По очкам                            | -1                                         | -1                                         |                                            |
| 2                                          | Петко Дерменджиев                          | Болгария                                   | Поражение По очкам                         | -3                                         | -4                                         |                                            |
| 3                                          | Мохаммад Али Санаткаран                    | Иран                                       | Поражение По очкам                         | -3                                         | -7                                         |                                            |

На чемпионате мира 1965 года остался восьмым. В 1967 году переехал в Будапешт и начал выступать за Vasas Budapest. В 1967 году на чемпионате Европы по вольной борьбе завоевал бронзовую медаль, в 1968 году — серебряную. На чемпионате мира 1967 года остался лишь двенадцатым. В 1968 году выступил впервые на международной арене по греко-римской борьбе и на чемпионате Европы был тринадцатым.
На Летних Олимпийских играх 1968 года в Мехико боролся в полусреднем весе (до 78 килограммов) как в соревнованиях по вольной, так и по греко-римской борьбе. В сравнении с предыдущими играми, регламент турнира остался прежним, с начислением штрафных баллов, но сменилось количество баллов, начисляемых за тот или иной результат встречи. Теперь за чистую победу штрафные баллы не начислялись, за победу с явным преимуществом начислялось 0,5 штрафных балла, за победу по очкам 1 балл, за ничью 2,5 балла, за поражение с явным преимуществом соперника 3,5 балла и за чистое поражение 4 балла. Как и прежде, борец, набравший 6 штрафных баллов, из турнира выбывал.
В вольной борьбе титул оспаривали 19 борцов.
Выиграв и проиграв по две встречи, Карой Байко выбыл из турнира.
| Выступление на Олимпийских играх 1968 года (LL) | Выступление на Олимпийских играх 1968 года (LL) | Выступление на Олимпийских играх 1968 года (LL) | Выступление на Олимпийских играх 1968 года (LL) | Выступление на Олимпийских играх 1968 года (LL) | Выступление на Олимпийских играх 1968 года (LL) | Выступление на Олимпийских играх 1968 года (LL) |
| Круг                                            | Соперник                                        | Страна                                          | Результат                                       | Баллы                                           | Всего баллов                                    | Время схватки                                   |
| ----------------------------------------------- | ----------------------------------------------- | ----------------------------------------------- | ----------------------------------------------- | ----------------------------------------------- | ----------------------------------------------- | ----------------------------------------------- |
| 1                                               | Тони Шаклади                                    | Великобритания                                  | Победа По очкам                                 | -1                                              | -1                                              |                                                 |
| 2                                               | Али Мохаммад Момени                             | Иран                                            | Поражение По очкам                              | -3                                              | -3                                              |                                                 |
| 3                                               | Мартин Хайнце                                   | Германская Демократическая Республика           | Поражение По очкам                              | -3                                              | -7                                              |                                                 |

В греко-римской борьбе титул оспаривали 22 борца.
В финале уже не было нужды проводить схватки: после пятого круга осталось лишь три борца, которые уже встречались между собой. Таким образом, победителем стал Рудольф Веспер, победивший Даниэля Робена и проведший встречу с Кароем Байко вничью, второе место занял Робен, победивший Кароя Бажко, а Карой Бажко, соответственно, остался третьим и завоевал бронзовую награду игр.
| Выступление на Олимпийских играх 1968 года (GR) | Выступление на Олимпийских играх 1968 года (GR) | Выступление на Олимпийских играх 1968 года (GR) | Выступление на Олимпийских играх 1968 года (GR) | Выступление на Олимпийских играх 1968 года (GR) | Выступление на Олимпийских играх 1968 года (GR) | Выступление на Олимпийских играх 1968 года (GR) |
| Круг                                            | Соперник                                        | Страна                                          | Результат                                       | Баллы                                           | Всего баллов                                    | Время схватки                                   |
| ----------------------------------------------- | ----------------------------------------------- | ----------------------------------------------- | ----------------------------------------------- | ----------------------------------------------- | ----------------------------------------------- | ----------------------------------------------- |
| 1                                               | Пентти Сало                                     | Финляндия                                       | Победа Травма соперника                         | 0                                               | 0                                               |                                                 |
| 2                                               | Даниэль Альба                                   | Мексика                                         | Победа Туше                                     | 0                                               | 0                                               | 1:06                                            |
| 3                                               | Рудольф Веспер                                  | Германская Демократическая Республика           | Ничья                                           | -2,5                                            | -2,5                                            |                                                 |
| 3                                               | Даниэль Робен                                   | Франция                                         | Поражение По очкам                              | -3                                              | -5,5                                            |                                                 |

В 1969 и 1970 становился вторым на чемпионате Европы, первый раз уступив Юрию Шахмурадову, второй раз, перейдя в полутяжи, Борису Гуревичу. В 1970 году остался восьмым, в 1971 году остался пятым на чемпионате мира.
На Летних Олимпийских играх 1972 года в Мюнхене боролся по вольной борьбе в полутяжёлом весе (до 90 килограммов). Регламент турнира остался прежним. Титул оспаривали 23 борца.
Финала, как такого, не было. В шестой круг вышли четыре борца. Бен Петерсон свою встречу выиграл чисто, тем самым лишив своего соперника шансов на медали. Распределение наград зависело от встречи Байко с Геннадием Страховым: победа Байко или ничья означали для него ещё один финальный круг, где он боролся бы за золотую медаль с Петерсоном; все остальные результаты оставляли его на третьем месте. Байко проиграл по очкам и завоевал бронзовую медаль Олимпиады.
| Выступление на Олимпийских играх 1972 года | Выступление на Олимпийских играх 1972 года | Выступление на Олимпийских играх 1972 года | Выступление на Олимпийских играх 1972 года | Выступление на Олимпийских играх 1972 года | Выступление на Олимпийских играх 1972 года | Выступление на Олимпийских играх 1972 года |
| Круг                                       | Соперник                                   | Страна                                     | Результат                                  | Баллы                                      | Всего баллов                               | Время схватки                              |
| ------------------------------------------ | ------------------------------------------ | ------------------------------------------ | ------------------------------------------ | ------------------------------------------ | ------------------------------------------ | ------------------------------------------ |
| 1                                          | Макото Камада                              | Япония                                     | Победа Туше                                | 0                                          | 0                                          | 5:50                                       |
| 2                                          | Эрнст Кнолл                                | Союз Советских Социалистических Республик  | Победа По очкам                            | -1                                         | -1                                         |                                            |
| 3                                          | Этьен Мартинетти                           | Швейцария                                  | Победа За явным преимуществом              | -0,5                                       | -1,5                                       |                                            |
| 4                                          | Мехмет Гючлю                               | Турция                                     | Победа Туше                                | 0                                          | -1,5                                       | 8:25                                       |
| 5                                          | Реза Хоррами                               | Иран                                       | Ничья                                      | -2                                         | -3,5                                       |                                            |
| Финал                                      | Геннадий Страхов                           | Союз Советских Социалистических Республик  | Поражение По очкам                         |                                            |                                            |                                            |

В 1973 году был только одиннадцатым на чемпионате мира по вольной борьбе и девятым на чемпионате мира по греко-римской борьбе. В 1974 году остался седьмым на чемпионате Европы по вольной борьбе.
По окончании карьеры в 1974 году стал спортивным функционером, с 1982 по 1988 был техническим руководителем команды по борьбе Vasas Budapest.
Умер в 1997 году.